# GSC6546-3248
GSC6546-3248 — хімічно пекулярна зоря спектрального класу B9, що має видиму зоряну величину в смузі V приблизно 10,1.

## Пекулярний хімічний склад
Зоряна атмосфера GSC6546-3248 має підвищений вміст 
Si
.